# 南尼·莫莱蒂

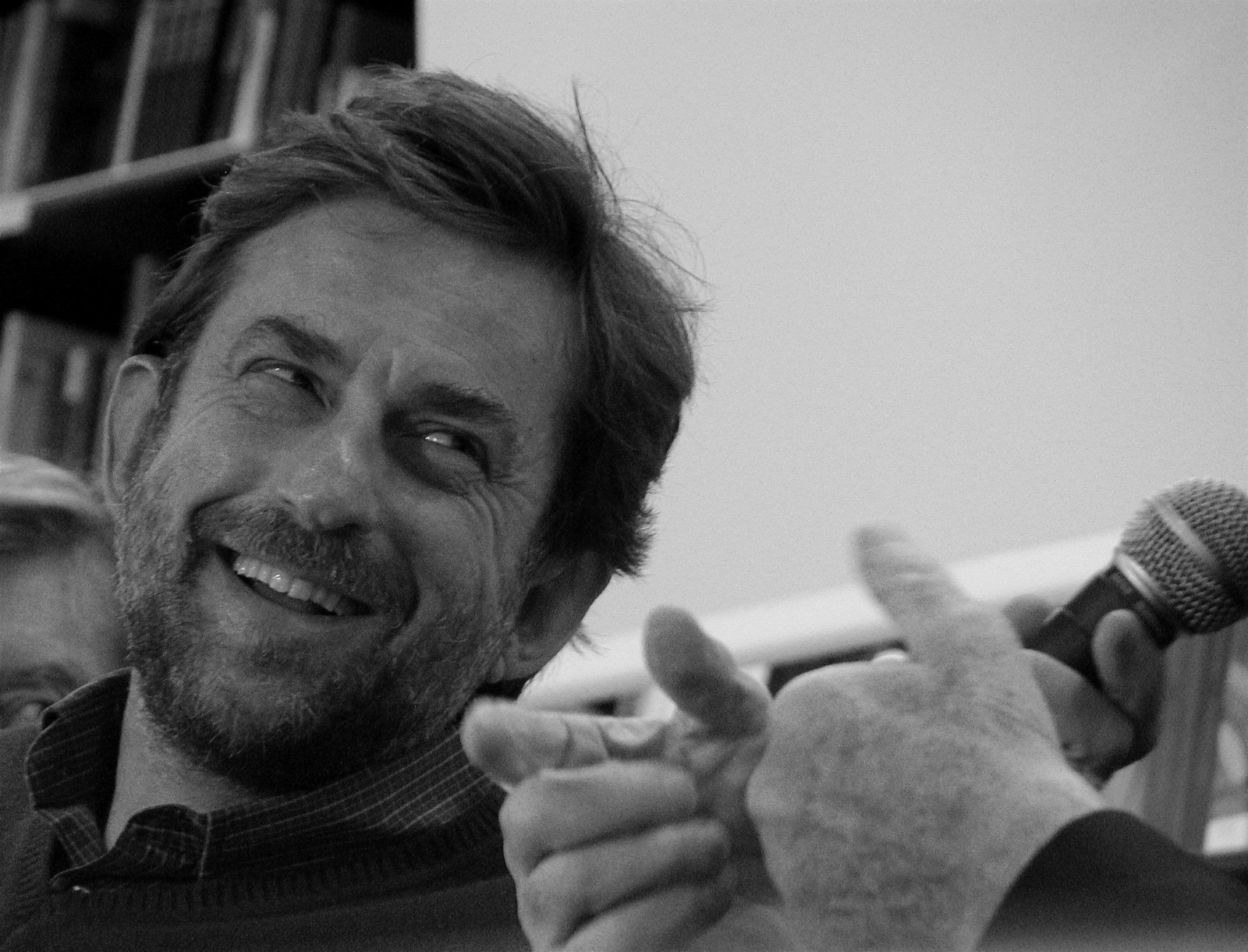
Nanni Moretti

乔瓦尼·“南尼”·莫雷蒂 (義大利語：Giovanni "Nanni" Moretti，1953年8月19日—) 是一名意大利电影导演、制片人、编剧和演员。2001年作品《人間有情天》曾获得坎城影展金棕櫚獎。
他擔任第65屆坎城影展評審團主席。

## 生平
1953年他生于意大利北部波爾扎諾自治省的布鲁尼科，父母都是教师。

## 电影作品
- 1976年：《自给自足》（Io sono un autarchico）
- 1978年：《收破烂的人》（Ecce bombo）
- 1981年：《金色的梦（義大利語：Sogni d'oro (film)）》（Sogni d'oro）
- 1984年：《比安卡（義大利語：Bianca (film)）》（Bianca）
- 1985年：《弥撒终了》（La messa è finita）
- 1989年：《红色木鸽》（Palombella rossa）
- 1993年：《亲爱的日记》（Caro diario）
- 1998年：《两个四月（義大利語：Aprile (film)）》（Aprile）
- 2001年：《人間有情天》（La stanza del figlio）
- 2006年：《凱門鱷（義大利語：Il caimano (film)）》（Il caimano）
- 2011年：《落跑教宗（義大利語：Habemus Papam (film)）》（Habemus Papam）
- 2015年：《媽媽教我愛的一切》（Mia madre）
- 2021年：《三家有本難唸的經》（Tre piani）
- 2023年：《親愛電影日記》（Il sol dell'avvenire）

## 奖项
- 戛纳电影节
  - 最佳导演奖 1994: 亲爱的日记（Caro diario）
  - 金棕櫚獎 2001: 人間有情天
  - Prix de la 国际影评人协会 2001: 人間有情天
  - Carrosse d'Or 2004
  - Rome's Award 2006: Il caimano
- 威尼斯电影节
  - 银狮奖 - 评委会大奖 1981: 金色的梦（Sogni d'oro）
  - "Bastone Bianco" Filmcritic Award 1989: Palombella Rossa (Red Lob)
- 柏林电影节
  - 银熊奖 - 评委会大奖 1986: 弥撒结束了（The Mass Is Ended）
  - Jury C.I.C.A.E Award 1986: 弥撒结束了